# 細川健一
細川 健一（ほそかわ けんいち、1963年 - ）は東京都杉並区出身のスポーツチャンバラ競技者。1996年世界選手権大会のグランドチャンピオンである。
現在、公益社団法人：日本スポーツチャンバラ協会ならびに国際スポーツチャンバラ協会の副会長を務めている。
1982年東海大学教養学部在学中、居合道部に所属し小太刀護身道を体験、これがスポーツチャンバラのきっかけとなった。東京都の教員採用試験に合格、1987年に新任教員として赴任した大田区立馬込東中学校で剣道部及び新設の小太刀護身道部を設立した。その後1993年新宿区立戸山中学校、2001年葛飾区立立石中学校、2008年杉並区立西宮中学校、2015年杉並区立大宮中学校のそれぞれ異動先でスポーツチャンバラ部を設立、 2025年3月定年退職。現在は杉並区立大宮中学校と同区神明中学校で講師を務めている。1998年には、自宅地下に、道場：挑錬侍館（チャレンジ館）を完成させ、地域への指導を開始した。挑錬侍館は、本人を含め3人の世界選手権打突グランドチャンピオンならびに1名の基本動作フラン度チャンピオンを輩出している道場である。

## 段位
- 小太刀護身道7段
- 長剣フリー7段
- 長剣両手8段
- 二刀8段
- 槍道7段
- 短刀5段
- 棒道5段
- 楯小太刀5段
- 楯長剣7段
- 小太刀刀法5段
- 様斬4段
- 剣道3段
- 居合道5段
- 杖道3段
- 短剣道2段